# Киевски университет
Киевският национален университет „Тарас Шевченко“ (до Октомврийската революция от 1917: Киевски императорски университет „Св. Владимир“) е висше училище в Киев, Украйна.

## История
Университетът е създаден с указ на император Николай I на 8 ноември 1833 г. Това е вторият най-стар университет в Украйна след Харковския – основан е през 1807 г.
Първоначално университетът има за цел да спре полонизирането на украинската интелигенция. Затова е наречен на княз Владимир I, покръстителя на Русия.
Главното здание на университета (Червеният корпус) е проектирано и построено в стил класицизъм по проект на архитекта Викентий Иванович Берети през 1837 – 1842 г. и представлява огромен затворен корпус със стена 148 м и голям вътрешен двор. Носи цвета на Ордена на свети Владимир – червено-черен. Девизът на ордена Utilitas, Honor et Gloria (Полза, чест и слава) става девиз и на университета.
Първите занятия започват на 15 юли 1834 г. По това време има само 1 факултет – философски, и в него се обучават 62 студенти. Първият ректор е професорът по филология и история от Московския университет Михаил Александрович Максимович.

## Структура
В днешно време университетът разполага с 14 факултета и 6 института, както и с център за подготовка на чуждестранни граждани. В тях учат над 20 000 студенти и работят близо 2000 преподаватели.

## Галерия
- Червеният корпус, главното здание на университета
- Жълтият корпус
- Сграда на факултета по физика
- Сграда на факултета по география
- Сграда на факултетите по кибернетика, социология и математика
- Централна университетска библиотека

## Известни личности
Преподаватели
- Деян Айдачич (р. 1959), сръбски филолог
- Михайло Драгоманов (1841 – 1895), историк
- Александър Маркевич (1905 – 1999), зоолог
- Тимотей Флорински (1854 – 1919), филолог и историк
- Леонид Черновецки (р. 1951), бизнесмен

Студенти и докторанти
- Рачо Ангелов (1873 – 1956), български лекар и политик
- Микола Балтажи (р. 1956), дипломат
- Михаил Булгаков (1891 – 1940), писател
- Андрей Вишински (1883 – 1954), юрист и дипломат
- Григорий Гершуни (1870 – 1908), терорист
- Спиро Гулабчев (1856 – 1918), български общественик
- Теодосиус Добжански (1900 – 1975), биолог
- Тадеуш Доленга-Мостович (1898 – 1939), журналист
- Михайло Драгоманов (1841 – 1895), историк
- Димитър Поптенев Енчев (1841 – 1882), български просветен деец
- Васил Попович (1833 – 1897), български писател
- Александър Маркевич (1905 – 1999), зоолог
- Август фон Розентал (1828 – 1888), общественик
- Любомир Тодоров (р. 1958), български дипломат
- Чан Ван Тхин (р. 1951), виетнамски дипломат
- Тимотей Флорински (1854 – 1919), филолог и историк
- Вячеслав Чорновил (1937 – 1999), политик